# Médaille Johannes-R.-Becher

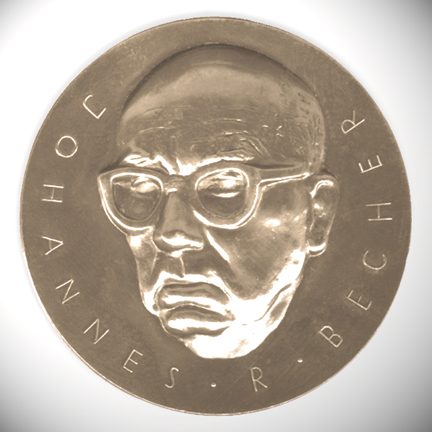
Médaille Johannes-R.-Becher (avers)

La médaille Johannes-R.-Becher est une décoration civile de République démocratique allemande (RDA) créée en hommage au poète et homme politique Johannes R. Becher. Elle est décernée par l'union culturelle Kulturbund.

## Description
La médaille est en bronze, d'un diamètre de quatre centimètres et montre sur l'avers un portrait de Johannes R. Becher entouré de son nom écrit en lettres majuscules.

## Conditions d'attribution
Elle récompense les services rendus « pour le développement de la culture socialiste de la RDA ». Elle est décernée à des personnes et à des collectivités à partir de 1961 pour des réalisations dans les domaines des arts et de la culture, mais aussi des sports et des loisirs. La médaille Johannes-R.-Becher comporte trois échelons : bronze, argent et or.
La cérémonie d'attribution se déroule habituellement le 22 mai, jour anniversaire de Johannes R. Becher.

## Récipiendaires
- 1961 : Anna Seghers (la première à recevoir cette décoration)
- 1962 : Hans Pischner
- 1964 : Gret Palucca (Or)
- 1966 : Harry Hindemith (Or)
- 1967 : Richard Paulick (Or)
- 1969 : Konrad Wolf (Or)
- 1970 : Barbara Dittus
- 1971 : Herbert Scurla
- 1978 : Hanns Cibulka
- 1981 : Inge Keller

## Source et références
- (de) Cet article est partiellement ou en totalité issu de l’article de Wikipédia en allemand intitulé « Johannes-R.-Becher-Medaille » (voir la liste des auteurs).

1. ↑  (de) « Johannes R. Becher-Medaille », sur deutsche-digitale-bibliothek.de (consulté le 1er janvier 2020).
2. 1 2 3  (de) « Johannes-R.-Becher-Medaille », sur mdr.de (consulté le 1er janvier 2020).